# Marmaris Belediyespor
Marmaris Belediyespor – żeński klub piłki siatkowej z Turcji. Został założony w 1931 roku z siedzibą w mieście Marmaris.